# تأثیرات فرهنگی تحریم در ایران
تأثیرات فرهنگی تحریم در ایران به آثار ناشی از تحریم‌ها علیه ایران اشاره دارد. تحریم‌ها افزون بر تأثیرات اقتصادی در طول سالیان گذشته از ابتدای شروع تحریم به تدریج بر فرهنگ مردم ایران تأثیر گذاشته‌است. تحریم‌ها علیه ایران به انزوای بیش از پیش این کشور از جهان و محدود شدن ارتباطات اقتصادی، سیاسی و فرهنگی ایران به چند کشور چون روسیه و چین منجر شده و انزوای علمی و فرهنگی ایران را که از آرزوهای حکومت جمهوری اسلامی است [؟؟؟¡¡¡]، آن تشدید می‌کند.

## انزوای فرهنگی
فرهنگ‌ها در تبادل با یکدیگر رشد می‌کنند. به دلیل انواع تحریم، تبادل فرهنگی ایران با جهان جز در مواردی اندک، به صفر رسیده و ارتباط نهادهای علمی، پژوهشی و دانشگاهی ایران با دانشگاه‌ها و نهادهای علمی و پژوهشی جهان نیز چون ارتباطات فرهنگی، نه فقط با اروپای غربی و آمریکا، که حتی با کشورهای اسلامی و کشورهای همسایه نیز به تقریب قطع شده‌است. بدل شدن بخش‌های مهمی از جامعه ایرانی به مصرف‌کننده هنر -کالای بازاری تولید انبوه بین‌المللی- غیبت ایران از فرهنگ جهانی و از عرصه پیشرفت‌های علمی و تکنولوژیک و افت فرهنگی و دانشگاهی در ایران از نمودارهای بارز انزوای فرهنگی و علمی ایران است.
این انزوا تنها حاصل تحریم‌های جامعه جهانی علیه ایران و تصویر نامطلوب ایران در افکار عمومی جهان نبوده و حاصل خواست پیگیر و سیاست‌های فرهنگی و دانشگاهی جمهوری اسلامی نیز هست. خمینی در یکی از سخنرانی‌های خود «آرزو» کرد که برای حفظ «فرهنگ ایران اسلامی» از تأثیر و دستبرد «هجوم» فرهنگ غیراسلامی غرب «دیواری در همه مرزهای ایران احداث شود».
علی خامنه‌ای نیز مبادله فرهنگی و حتی تاثیرپذیری خلاق از دستاوردهای فرهنگی جهان را «تهاجم فرهنگی» می‌خواند و «مبارزه با تهاجم فرهنگی» از محورهای مهم سیاست‌های فرهنگی در ایران است. این سیاست به تدریج نتایج خود را در انزوای علمی و فرهنگی ایران تحقق بخشیده‌است.
نهادهای علمی، پژوهشی و دانشگاهی ایران به تقریب از تبادل و رابطه زنده با نهادهای علمی، پژوهشی و دانشگاهی جهان، و استادان و دانشجویان ایرانی به تقریب از حضور در برنامه‌های مبادله استاد و دانشجو در سطح جهانی محروم‌اند. همچنین روابط فرهنگی ایران با جهان به درصد ناچیزی از آثار سانسور شده ادبی و نمایش عمومی انگشت‌شماری فیلم‌های سینمایی، حضور محدود و برنامه‌ریزی شده برخی فیلم‌های سینمایی ایرانی در برخی جشنواره‌های جهان، رفت و آمد گه‌گاهی برخی گروه‌های تئاتری و برپایی نمایشگاه‌هایی با موضوع فرهنگ ایران باستان یا فرهنگ اسلامی در برخی شهرهای جهان محدود شده‌است.
سیاست مبارزه با تهاجم فرهنگی که فرهنگ ایرانی را از ارتباط خلاق با فرهنگ‌های دیگر بازمی‌دارد و موانع راه مبادله فرهنگی و علمی جهان با ایران تلاش و سرمایه‌گذاری مالی و انسانی را برای ارتباط فرهنگی و علمی با ایران به تقریب منتفی می‌کند. به دلیل سهم ناچیز ایران کنونی در دانش و فرهنگ جهانی، غیبت آن را در این عرصه به امری نامحسوس و نامهم بدل کرده‌است و موجب شده که شخصیت‌ها و نهادها و محافل فرهنگی و علمی جهان رغبتی برای مبادله فرهنگی و علمی با ایران نداشته باشند در حالی که بسیاری از نهادها، سازمان و شخصیت‌های سیاسی و حامی حقوق بشر، ایران‌شناسان و اسلام‌شناسان، به گسترش رابطه علمی و فرهنگی با ایران علاقه‌مندند. برخی رسانه‌های جهانی و محافل فرهنگی و علمی فرهنگ ایرانی را از منظر مسائلی چون بحران در پرونده تنش‌زای اتمی و سیاست‌های ایران در خاورمیانه می‌نگرند و توجه آنان به آثار ادبی و هنری ایران نیز به همین منظر و نگاه محدود است.
اینترنت، ماهواره‌ها و امکان تکثیر و تماشای فیلم در خانه، سد سانسور را شکسته، اما غیبت سینمای مستقل و خلاق راه را بر حضور آثار باارزش بسته و لایه‌های مهمی از مردم ایران را به مصرف‌کننده هنر-کالای تولید انبوه و بازاری جهان- بدل کرده‌است. جبران نتایج انزوای علمی، دانشگاهی و فرهنگی ایران که با تحریم‌ها تشدید است چندان آسان نیست و می‌تواند ایران را در عرصه‌های علمی و فرهنگی به زیستن در نقطه صفر محکوم کند.

## آثار
در صد سال اخیر، ایران به عنوانِ شاهراهِ شرق و غرب مورد هجوم و تنش‌های سیاسی و جنگ‌ها و کودتاها و انقلاباتی بوده‌است که در اغلب آنها بیگانگان دخالت داشته‌اند یا اگر توان مقابله با خواست مردمِ ایران را نداشته‌اند با کودتا یا ابزارهای فشار آور کشور را زیر منگنه گذاشته‌اند. سیاست و سیاست مداران کلِ اقتصادِ کشور را به وضعِ معیشت مردم خلاصه می‌کنند و در جدال‌های بین‌المللی، طرفین حق و سهمِ فرهنگ را نادیده می‌انگارند. در زمانِ بلندیِ "تحریم"‌ها، تحریم کنندگان مدعی می‌شوند که ابزارهای فشار آنان معطوف به سیاست‌مدارانِ ایران است اما این تحریم‌ها، مردم را نیز هدف می‌گیرد و فشارها متوجه تمامِ مردم کشور است. بدتر از همه این که تحریمِ اقتصادی تأثیر مستقیمی بر هنر می‌گذارد و دستکم تبادلاتِ جشنواره ای و آمد و شدِ هنرمندان و ارسالِ آثار به کشورهای یکدیگر را تحت تأثیر قرار می‌دهد. هنرمندانِ ایرانی برای ارتباط با آن دچار مشکل پرداخت و دریافت دستمزد هستند و تحریم‌کنندگان نمی‌خواهند عواقب آسیب فرهنگیِ تحریم‌های اقتصادی را بپذیرند و مدام تاثیرِ تحریم بر فرهنگ و هنر را انکار می‌کنند. اما هر چه هست، گزارش‌ها نشان می‌دهد هنر چگونه از تحریم‌ها آسیب می‌بیند و چه بخشی از هنر از تحریم‌ها مصون می‌ماند.